# フリッツ・テオドール・オーヴァーベック
フリッツ・テオドール・オーヴァーベック（Fritz Theodor Overbeck、1898年8月2日 - 1983年2月22日）はドイツの植物学者。

## 略歴
ニーダーザクセン州のヴォルプスヴェーデで画家の両親フリッツ・オーヴァーベックとヘルミーネ・オーヴァーベック＝ローテの息子に生まれた。
ブレーメンの学校で学んだ後、1917年に第一次世界大戦に出征したが、病気になり、1818年に退役となった。戦後自然科学を学ぶことに決め、退役軍人のためのコースでキール大学で学んだ。ハイデルベルクやフライベルクで研究した後、1924年にフランクフルトの植物研究所で研究し、湿原での花粉分析の研究を行い、湿原の形成に関する研究を行った。また湿原の保護活動にも取り組んだ。